# Purenleon reductus
Purenleon reductus is een insect uit de familie van de mierenleeuwen (Myrmeleontidae), die tot de orde netvleugeligen (Neuroptera) behoort. 
Purenleon reductus is voor het eerst wetenschappelijk beschreven door Banks in 1941.